# 185577 Hhaihao
185577 Hhaihao este un asteroid din centura principală de asteroizi.

## Descriere
185577 Hhaihao este un asteroid din centura principală de asteroizi. A fost descoperit pe 28 ianuarie 2008 la Observatorul Lulin de Ye Quan-Zhi și Hong Qin Lin. Asteroidul prezintă o orbită caracterizată de o semiaxă mare de 2,97 ua, o excentricitate de 0,24 și o înclinație de 2,1° în raport cu ecliptica.